# The Onyx Hotel Tour
Tournées par Britney Spears
Dream Within a Dream Tour
(2001-2002) The M+M's Tour
(2007)
The Onyx Hotel Tour est la quatrième tournée de la chanteuse américaine Britney Spears afin de promouvoir son quatrième album studio In the Zone (2003). Elle s'est déroulée entre l'Amérique du Nord et l'Europe. Cette série de concerts pour promouvoir l'opus est annoncée en décembre 2003. Son nom d'origine était le In the Zone Tour, mais Britney Spears fut poursuivie pour contrefaçon de marque et interdite d'utiliser ce nom. La chanteuse se sentait inspirée sur le fait de créer un spectacle qui aurait pour thème un hôtel et plus tard, cela sera mixé avec le concept d'une pierre d'onyx. La scène, inspirée par les comédies musicales de Broadway, est moins élaborée que durant les précédentes tournées. La liste des chansons interprétées est essentiellement composée par les titres de l'album In the Zone, ainsi que certains morceaux retravaillés afin d'y inclurent différents éléments de jazz, de blues et de percussions latines. Le promoteur des concerts, Clear Channel Communications, vend la tournée à un public plus adulte que celui des précédents concerts tandis que MTV promeut largement la tournée dans des émissions télévisées et sur Internet. Le 28 mars 2004, la chaîne de télévision Showtime diffuse en direct de l'American Airlines Arena le concert de Britney Spears dans un numéro spécial intitulé Britney Spears Live from Miami. Les coulisses de la tournée ont également été inclus dans l'émission de télé réalité de la chanteuse, Britney & Kevin: Chaotic.
La tournée a reçu des avis mitigés de la part des critiques, qui l'ont loué comme étant un spectacle divertissant tout en lui reprochant d'être regardé « plus comme un spectacle qu'un réel concert ». L'Onyx Hôtel Tour a été un succès commercial, avec des bénéfices s'élevant à 34 millions de dollar. En mars 2004, Britney Spears se blesse au genou sur scène, ce qui la force à reporter deux concerts. En juin, sur le tournage de son vidéoclip Outrageous, la chanteuse chute et se blesse à nouveau au genou. Elle subit alors une arthroscopie et se voit contrainte d'annuler le reste de la tournée. En 2005, Britney Spears poursuit en justice sa compagnie d'assurance qui lui refuse tout remboursement pour l'annulation.

## Déroulement
La tournée est divisée en sept segments : Check-In, Lounge Mystic, Mystic Garden, The Onyx Zone, Security Cameras, Club et le rappel. Le premier acte, Check-In propose des performances avec de la danse et mises en scène sur le thème de l'hôtel. Lounge Mystic est un hommage aux cabarets et autres musicals remixant plusieurs anciens hits des débuts de Britney Spears. Mystic Garden est un acte inspiré par la jungle. The Onyx Zone présente l'interprétation d'une ballade avec des acrobates. Security Cameras est la partie la plus controversée du spectacle, avec Spears et ses danseurs simulant différentes pratiques sexuelles. Club présente des performances aux influences urbaines. Le rappel se compose d'une interlude au système dysfonctionnant et Spears apparaît dans un ensemble rouge. Le spectacle débute avec un maître d'hôtel accueillant les spectateurs à l’Onyx Hôtel, il jette ensuite une pierre d’onyx dans l’écran géant. Britney Spears apparaît brièvement à l’écran, les danseurs entrent en scène et la chanteuse arrive sur une plateforme vêtue d'une combinaison en latex noir et d'une cape sur Toxic, puis descend sur scène pour Overprotected et Boys où elle danse autour de chariots à bagages. La dernière chanson du premier acte est Showdown. Un vidéo d’entracte met en scène Britney Spears et ses amis quittant une discothèque, elle aperçoit alors une femme, Jada Pinkett Smith, habillée à la mode des années 1930. Spears suit cette femme qui lui demande d’entrer dans le Mystic Lounge, Spears réapparaît sur scène habillée à la manière d'une chanteuse de cabaret et interprète ...Baby One More Time. Puis vient Oops!... I Did It Again où elle rejoint ses choristes. Britney et ses danseurs finissent par (You Drive Me) Crazy où elle présente les membres de son groupe, avant de quitter la scène.

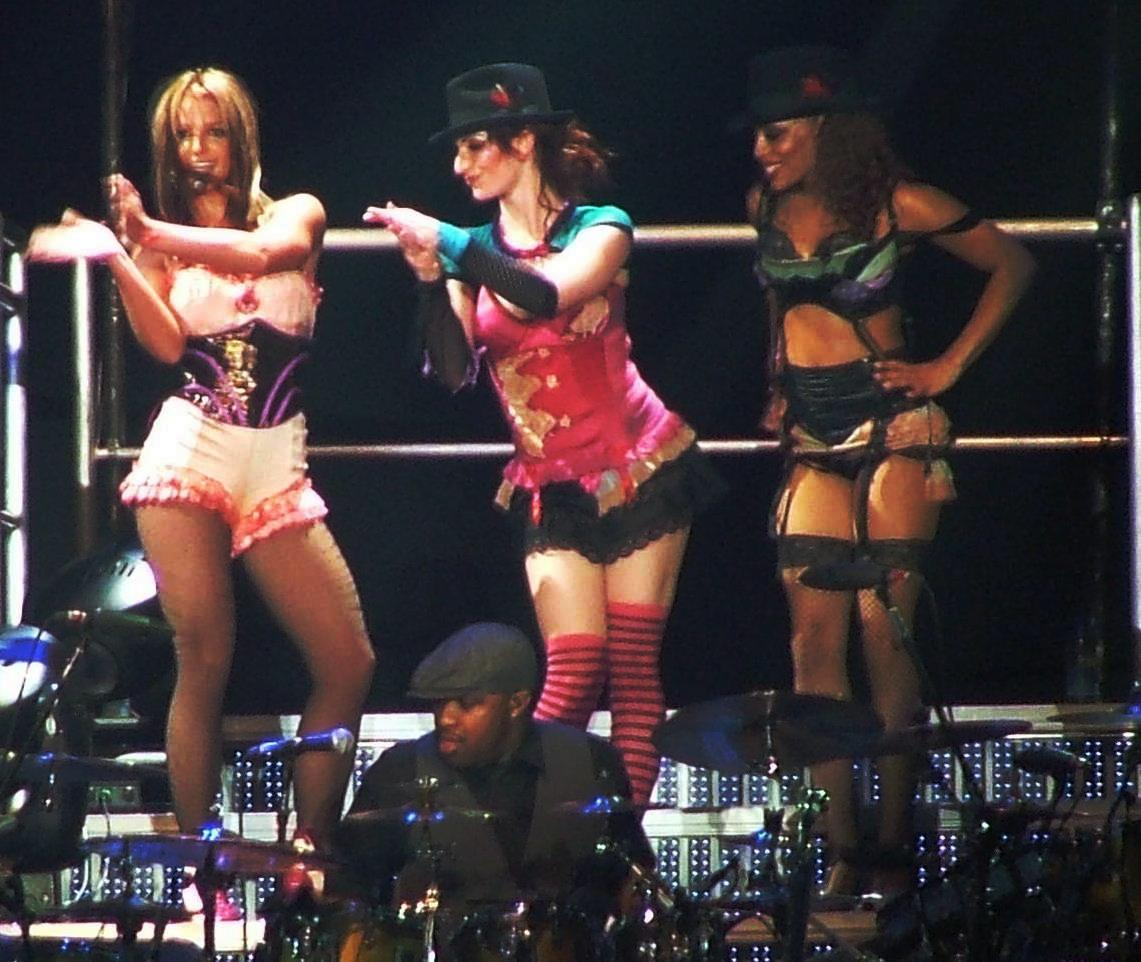
Britney Spears et ses danseuses à Londres

Dans la vidéo d'entracte suivante, Britney porte une robe fleurie et pénètre dans The Mystic Garden. La vidéo se terminant, elle apparaît sur scène assise à un piano recouvert de fleurs et chante Everytime. Ses danseurs la rejoignent pour chanter The Hook Up et I'm a Slave 4 U. Le spectacle se poursuit avec une interlude vidéo qui est une parodie des spectacles paranormaux The Onyx Zone puis le maître d'hôtel introduit « The Shadow Room », un lieu remplit d’esprits et d’ombres. Spears réapparaît alors assise sur une balançoire et chante « Shadow » alors qu'elle est soulevée dans les airs et deux acrobates dansent autour d’elle. Britney quitte la scène et les danseurs se lancent dans un entracte vêtus de costumes couleur chair. Une vidéo met en scène deux agents de sécurité regardant Britney Spears dans sa chambre, par le biais d’une caméra de surveillance. Spears apparaît en robe blanche et débute Touch of My Hand  enlevant sa robe afin de révéler un corps nu recouvert de cristaux. Elle descend ensuite sur la scène principale où elle est habillée de lingerie rose et chante Breathe On Me sur un lit avec un danseur, ils se rendent au centre de la scène et s’embrassent langoureusement. À la fin de la chanson elle enfile en trench-coat blanc et interprète Outrageous qui est la dernière chanson de l'acte. Au cours de l'acte suivant, Spears et ses danseurs portent des vêtements décontractés et dansent sur (I Got That) Boom Boom, elle présente ses danseurs et choristes, puis s'incline et remercie le public. Le rappel débute par un dysfonctionnement du système vidéo et un compte à rebours s'enclenche. Me Against the Music se fait entendre et Britney apparaît sur scène portant un ensemble rouge dans un escalier où s'allument des feux d’artifice.

### Setlist
(Acte 1: Introduction Check-In)
1. Toxic

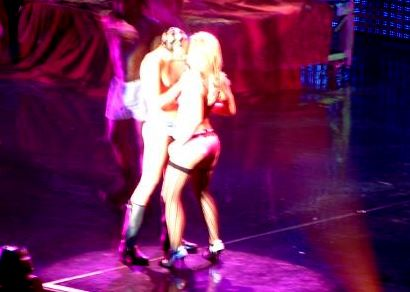
Britney Spears embrassant un de ses danseurs durant sa performance de Breathe On Me

2. Overprotected (The Darkchild Remix)
3. Boys (The Co-Ed Remix)
4. Showdown

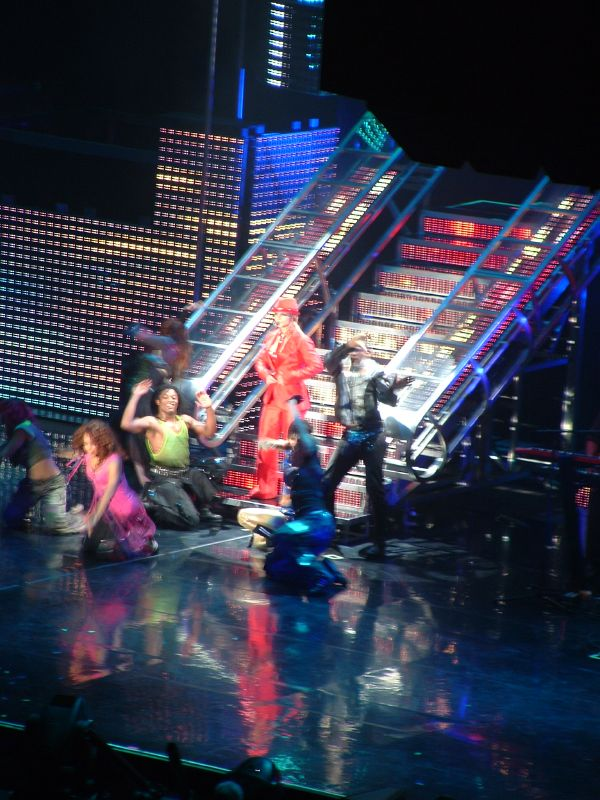
Final du show sur Me Against the Music

(Acte 2: Interlude Mystic Lounge)
1. ...Baby One More Time
2. Oops!... I Did It Again
3. (You Drive Me) Crazy

(Acte 3: Interlude Mystic Garden)
1. Everytime
2. The Hook Up
3. I'm a Slave 4 U

(Acte 4: Interlude The Onyx Zone)
1. Shadow

(Acte 5: Interlude Security Cameras)
1. Touch of My Hand
2. Breathe On Me
3. Outrageous

(Acte 6: Interlude Club)
1. (I Got That) Boom Boom

(Acte 7: Interlude Check-Out)
1. Me Against the Music (Rishi Rich's Desi Kulcha Remix)

- | Notes Oops... I Dit It Again et Touch of My Hand n'ont pas été interprété au Rock in Rio, à Lisbon. |

### Première partie
- Kelis (Amérique du Nord) (sur certaines dates)[3]
- Skye Sweetnam (Amérique du Nord) (sur certaines dates)
- JC Chasez (Europe) (sur certaines dates)[4]
- Wicked Wisdom (Europe) (sur certaines dates)[5]

## Dates
| Date             | Ville                 | Pays        | Lieu                                      | Première partie | Présences                      | Revenus                        |
| ---------------- | --------------------- | ----------- | ----------------------------------------- | --------------- | ------------------------------ | ------------------------------ |
| Amérique du Nord |                       |             |                                           |                 |                                |                                |
| 2 mars 2004      | San Diego             | États-Unis  | iPayOne Center                            | N/A             | 11,578 / 14,391 (80%)          | $666,015                       |
| 3 mars 2004      | Glendale              | États-Unis  | Glendale Arena                            | N/A             | 13,143 / 13,718 (96%)          | $786,473                       |
| 5 mars 2004      | Fresno                | États-Unis  | Save Mart Center                          | N/A             | 12,710 / 13,000 (98%)          | $760,384                       |
| 6 mars 2004      | Las Vegas             | États-Unis  | MGM Grand Garden Arena                    | N/A             | 13,297 / 13,297 (100%)         | $1,075,105                     |
| 8 mars 2004      | Los Angeles           | États-Unis  | Staples Center                            | N/A             | 15,059 / 15,171 (99%)          | $1,060,057                     |
| 9 mars 2004      | Oakland               | États-Unis  | Oakland Arena                             | N/A             | 11,659 / 11,659 (100%)         | $823,963                       |
| 11 mars 2004     | Portland              | États-Unis  | Rose Garden Arena                         | N/A             | 7,781 / 11,562 (62%)           | $509,675                       |
| 12 mars 2004     | Seattle               | États-Unis  | KeyArena                                  | N/A             | 10,107 / 11,085 (91%)          | $650,208                       |
| 15 mars 2004     | Denver                | États-Unis  | Pepsi Center                              | N/A             | 11,439 / 15,700 (73%)          | $639,682                       |
| 17 mars 2004     | Omaha                 | États-Unis  | Qwest Center Omaha                        | N/A             | 11,871 / 13,567 (87%)          | $626,871                       |
| 18 mars 2004     | Moline                | États-Unis  | The MARK of the Quad Cities               | N/A             | 8,697 / 10,463 (83%)           | $516,694                       |
| 19 mars 2004     | Rosemont              | États-Unis  | Allstate Arena                            | N/A             | Annulé                         | Annulé                         |
| 21 mars 2004     | Auburn Hills          | États-Unis  | The Palace of Auburn Hills                | N/A             | Annulé                         | Annulé                         |
| 23 mars 2004     | Atlanta               | États-Unis  | Philips Arena                             | N/A             | 12,456 / 14,144 (88%)          | $793,814                       |
| 24 mars 2004     | Columbia              | États-Unis  | Colonial Center                           | N/A             | 12,737 / 12,737 (100%)         | $715,683                       |
| 25 mars 2004     | Jacksonville          | États-Unis  | Jacksonville Veterans Memorial Arena      | N/A             | 11,227 / 11,227 (100%)         | $704,961                       |
| 28 mars 2004     | Miami                 | États-Unis  | American Airlines Arena                   | N/A             | 12,880 / 12,880 (100%)         | $658,295                       |
| 29 mars 2004     | Orlando               | États-Unis  | TD Waterhouse Centre                      | N/A             | 10,189 / 10,189 (100%)         | $658,295                       |
| 31 mars 2004     | Philadelphie          | États-Unis  | Wachovia Center                           | N/A             | 15,400 / 15,400 (100%)         | $1,002,316                     |
| 1er avril 2004   | Cleveland             | États-Unis  | Gund Arena                                | N/A             | Annulé                         | Annulé                         |
| 3 avril 2004     | Toronto               | Canada      | Air Canada Centre                         | N/A             | 15,469 / 16,143 (96%)          | $993,010                       |
| 4 avril 2004     | Montréal              | Canada      | Centre Bell                               | N/A             | 12,942 / 12,942 (100%)         | $857,003                       |
| 6 avril 2004     | Manchester            | États-Unis  | Verizon Wireless Arena                    | N/A             | 9,141 / 9,270 (99%)            | $602,643                       |
| 8 avril 2004     | Providence            | États-Unis  | Dunkin' Donuts Center                     | N/A             | 10,628 / 10,762 (99%)          | $668,506                       |
| 9 avril 2004     | Trenton               | États-Unis  | Sovereign Bank Arena                      | N/A             | 7,411 / 7,411 (100%)           | $528,784                       |
| 10 avril 2004    | East Rutherford       | États-Unis  | Continental Airlines Arena                | N/A             | 17,000 / 17,219 (99%)          | $959,306                       |
| 13 avril 2004    | Rosemont              | États-Unis  | Allstate Arena                            | N/A             | 13,383 / 14,882 (90%)          | $866,678                       |
| 14 avril 2004    | Auburn Hills          | États-Unis  | The Palace of Auburn Hills                | N/A             | 13,059 / 13,998 (93%)          | $730,045                       |
| Europe           |                       |             |                                           |                 |                                |                                |
| 26 avril 2004    | Londres               | Royaume-Uni | Wembley Arena                             | N/A             | 41,823 / 43,840 (95.4%)        | $2,179,820                     |
| 27 avril 2004    | Londres               | Royaume-Uni | Wembley Arena                             | N/A             | 41,823 / 43,840 (95.4%)        | $2,179,820                     |
| 29 avril 2004    | Glasgow               | Royaume-Uni | Scottish Exhibition and Conference Centre | N/A             | 17,617 / 18,202 (96.8%)        | $898,390                       |
| 30 avril 2004    | Glasgow               | Royaume-Uni | Scottish Exhibition and Conference Centre | N/A             | 17,617 / 18,202 (96.8%)        | $898,390                       |
| 1er mai 2004     | Manchester            | Royaume-Uni | Manchester Evening News Arena             | N/A             | 14,272 / 14,446 (98.8%)        | $747,751                       |
| 3 mai 2004       | Londres               | Royaume-Uni | Wembley Arena                             | N/A             | —[A]                           | —[A]                           |
| 4 mai 2004       | Londres               | Royaume-Uni | Wembley Arena                             | N/A             | —[A]                           | —[A]                           |
| 5 mai 2004       | Birmingham            | Royaume-Uni | National Indoor Arena                     | N/A             | 12,404 / 12,432 (99.8%)        | $643,581                       |
| 7 mai 2004       | Rotterdam             | Pays-Bas    | The Ahoy                                  | N/A             | 9,500 / 9,500                  | $498,778                       |
| 9 mai 2004       | Copenhague            | Danemark    | Forum Copenhagen                          | N/A             | 10,891 / 10,891 (100%)         | $443,974                       |
| 10 mai 2004      | Oslo                  | Norvège     | Oslo Spektrum                             | N/A             | 8,974 / 8,974 (100%)           | $491,138                       |
| 11 mai 2004      | Stockholm             | Suède       | Stockholm Globe Arena                     | N/A             | 13,635 / 14,045 (97%)          | $686,102                       |
| 14 mai 2004      | Francfort-sur-le-Main | Allemagne   | Festhalle                                 | N/A             | 8,359 / 9,000                  | $393,628                       |
| 15 mai 2004      | Hambourg              | Allemagne   | Color Line Arena                          | N/A             | 8,215 / 9,000                  | $414,028                       |
| 16 mai 2004      | Berlin                | Allemagne   | Velodrom                                  | N/A             | 12,000 / 12,000                | $647,280                       |
| 18 mai 2004      | Lyon                  | France      | Halle Tony Garnier                        | N/A             | 15,795 / 16,200                | $668,957                       |
| 19 mai 2004      | Milan                 | Italie      | Fila Forum                                | N/A             | 9,548 / 9,548 (100%)           | $402,100                       |
| 20 mai 2004      | Zurich                | Suisse      | Hallenstadion                             | N/A             | 13,000 / 13,000                | $619,743                       |
| 22 mai 2004      | Vienne                | Autriche    | Wiener Stadthalle                         | N/A             | 9,512 / 10,000                 | $528,476                       |
| 23 mai 2004      | Budapest              | Hongrie     | Budapest Sports Arena                     | N/A             | 11,649 / 12,000                | $708,739                       |
| 25 mai 2004      | Munich                | Allemagne   | Olympiahalle                              | N/A             | 8,832 / 9,500                  | $456,443                       |
| 26 mai 2004      | Riesa                 | Allemagne   | Erdgas Arena                              | N/A             | Annulé                         | Annulé                         |
| 28 mai 2004      | Oberhausen            | Allemagne   | König Pilsener Arena                      | N/A             | 9,284 / 10,000                 | $470,806                       |
| 29 mai 2004      | Gand                  | Belgique    | Flanders Sports Arena                     | N/A             | 12,515 / 12,515 (100%)         | $585,927                       |
| 30 mai 2004      | Paris                 | France      | Palais omnisports de Paris-Bercy          | N/A             | 16,448 / 16,500                | $803,558                       |
| 1er juin 2004    | Belfast               | Royaume-Uni | Odyssey Arena                             | N/A             | 9,523 / 10,000                 | $750,832                       |
| 2 juin 2004      | Dublin                | Irlande     | The Point                                 | N/A             | 16,461 / 16,461 (100%)         | $880,504                       |
| 3 juin 2004      | Dublin                | Irlande     | The Point                                 | N/A             | 16,461 / 16,461 (100%)         | $880,504                       |
| 5 juin 2004      | Lisbonne              | Portugal    | Parque da Bela Vista                      | N/A             | —[B]                           | —[B]                           |
| 6 juin 2004      | Dublin                | Irlande     | RDS Simmons Court                         | N/A             | 25,367 / 27,500                | $1,359,648                     |
| Amérique du Nord |                       |             |                                           |                 |                                |                                |
| 22 juin 2004     | Hartford              | États-Unis  | ctnow.com Meadows Music Theatre           | N/A             | Annulé (Arthroscopie au genou) | Annulé (Arthroscopie au genou) |
| 23 juin 2004     | Mansfield             | États-Unis  | Tweeter Center for the Performing Arts    | N/A             | Annulé (Arthroscopie au genou) | Annulé (Arthroscopie au genou) |
| 25 juin 2004     | Scranton              | États-Unis  | Ford Pavilion                             | N/A             | Annulé (Arthroscopie au genou) | Annulé (Arthroscopie au genou) |
| 26 juin 2004     | Darien                | États-Unis  | Darien Lake Performing Arts Center        | N/A             | Annulé (Arthroscopie au genou) | Annulé (Arthroscopie au genou) |
| 27 juin 2004     | Toronto               | Canada      | Molson Canadian Amphitheatre              | N/A             | Annulé (Arthroscopie au genou) | Annulé (Arthroscopie au genou) |
| 29 juin 2004     | Cleveland             | États-Unis  | Gund Arena                                | N/A             | Annulé (Arthroscopie au genou) | Annulé (Arthroscopie au genou) |
| 30 juin 2004     | Noblesville           | États-Unis  | Verizon Wireless Music Center             | N/A             | Annulé (Arthroscopie au genou) | Annulé (Arthroscopie au genou) |
| 1er juillet 2004 | Milwaukee             | États-Unis  | Marcus Amphitheater                       | N/A             | Annulé (Arthroscopie au genou) | Annulé (Arthroscopie au genou) |
| 3 juillet 2004   | Columbus              | États-Unis  | Germain Amphitheater                      | N/A             | Annulé (Arthroscopie au genou) | Annulé (Arthroscopie au genou) |
| 4 juillet 2004   | Hershey               | États-Unis  | Hersheypark Stadium                       | N/A             | Annulé (Arthroscopie au genou) | Annulé (Arthroscopie au genou) |
| 8 juillet 2004   | Wantagh               | États-Unis  | Tommy Hilfiger at Jones Beach Theater     | N/A             | Annulé (Arthroscopie au genou) | Annulé (Arthroscopie au genou) |
| 9 juillet 2004   | Wantagh               | États-Unis  | Tommy Hilfiger at Jones Beach Theater     | N/A             | Annulé (Arthroscopie au genou) | Annulé (Arthroscopie au genou) |
| 10 juillet 2004  | Bristow               | États-Unis  | Nissan Pavilion                           | N/A             | Annulé (Arthroscopie au genou) | Annulé (Arthroscopie au genou) |
| 12 juillet 2004  | Camden                | États-Unis  | Tweeter Center at the Waterfront          | N/A             | Annulé (Arthroscopie au genou) | Annulé (Arthroscopie au genou) |
| 13 juillet 2004  | Holmdel               | États-Unis  | PNC Bank Arts Center                      | N/A             | Annulé (Arthroscopie au genou) | Annulé (Arthroscopie au genou) |
| 14 juillet 2004  | Burgettstown          | États-Unis  | Post-Gazette Pavilion                     | N/A             | Annulé (Arthroscopie au genou) | Annulé (Arthroscopie au genou) |
| 16 juillet 2004  | Minneapolis           | États-Unis  | Target Center                             | N/A             | Annulé (Arthroscopie au genou) | Annulé (Arthroscopie au genou) |
| 17 juillet 2004  | Tinley Park           | États-Unis  | Tweeter Center Chicago                    | N/A             | Annulé (Arthroscopie au genou) | Annulé (Arthroscopie au genou) |
| 19 juillet 2004  | Maryland Heights      | États-Unis  | UMB Bank Pavilion                         | N/A             | Annulé (Arthroscopie au genou) | Annulé (Arthroscopie au genou) |
| 20 juillet 2004  | Nashville             | États-Unis  | Starwood Amphitheatre                     | N/A             | Annulé (Arthroscopie au genou) | Annulé (Arthroscopie au genou) |
| 21 juillet 2004  | Atlanta               | États-Unis  | HiFi Buys Amphitheatre                    | N/A             | Annulé (Arthroscopie au genou) | Annulé (Arthroscopie au genou) |
| 23 juillet 2004  | Atlantic City         | États-Unis  | Borgata Event Center                      | N/A             | Annulé (Arthroscopie au genou) | Annulé (Arthroscopie au genou) |
| 24 juillet 2004  | Virginia Beach        | États-Unis  | GTE Virginia Beach Amphitheater           | N/A             | Annulé (Arthroscopie au genou) | Annulé (Arthroscopie au genou) |
| 25 juillet 2004  | Greensboro            | États-Unis  | Greensboro Coliseum                       | N/A             | Annulé (Arthroscopie au genou) | Annulé (Arthroscopie au genou) |
| 28 juillet 2004  | Tampa                 | États-Unis  | Ford Amphitheatre                         | N/A             | Annulé (Arthroscopie au genou) | Annulé (Arthroscopie au genou) |
| 30 juillet 2004  | New Orleans           | États-Unis  | New Orleans Arena                         | N/A             | Annulé (Arthroscopie au genou) | Annulé (Arthroscopie au genou) |
| 31 juillet 2004  | The Woodlands         | États-Unis  | Cynthia Woods Mitchell Pavilion           | N/A             | Annulé (Arthroscopie au genou) | Annulé (Arthroscopie au genou) |
| 2 août 2004      | Dallas                | États-Unis  | Smirnoff Music Centre                     | N/A             | Annulé (Arthroscopie au genou) | Annulé (Arthroscopie au genou) |
| 3 août 2004      | Selma                 | États-Unis  | Verizon Wireless Amphitheater             | N/A             | Annulé (Arthroscopie au genou) | Annulé (Arthroscopie au genou) |
| 5 août 2004      | Albuquerque           | États-Unis  | Journal Pavilion                          | N/A             | Annulé (Arthroscopie au genou) | Annulé (Arthroscopie au genou) |
| 7 août 2004      | Irvine                | États-Unis  | Verizon Wireless Amphitheatre             | N/A             | Annulé (Arthroscopie au genou) | Annulé (Arthroscopie au genou) |
| 8 août 2004      | Concord               | États-Unis  | Concord Pavilion                          | N/A             | Annulé (Arthroscopie au genou) | Annulé (Arthroscopie au genou) |
| 10 août 2004     | Wheatland             | États-Unis  | Sleep Train Amphitheatre                  | N/A             | Annulé (Arthroscopie au genou) | Annulé (Arthroscopie au genou) |
| 11 août 2004     | Mountain View         | États-Unis  | Shoreline Amphitheatre                    | N/A             | Annulé (Arthroscopie au genou) | Annulé (Arthroscopie au genou) |
| 13 août 2004     | Chula Vista           | États-Unis  | Coors Amphitheatre                        | N/A             | Annulé (Arthroscopie au genou) | Annulé (Arthroscopie au genou) |
| 15 août 2004     | Las Vegas             | États-Unis  | MGM Grand Garden Arena                    | N/A             | Annulé (Arthroscopie au genou) | Annulé (Arthroscopie au genou) |
| 16 août 2004     | Bakersfield           | États-Unis  | Bakersfield Centennial Garden             | N/A             | Annulé (Arthroscopie au genou) | Annulé (Arthroscopie au genou) |
| Total            | Total                 | Total       | Total                                     | Total           | 616,887 / 635,453 (97.1%)      | $35,302,917                    |

Particularités, annulations et déplacements de certains concerts
A Les résultats de tous les concerts tenus au Wembley Arena, à Londres le 26, 27 avril et 3, 4 mai 2004 respectivement sont combinés.
B Ce concert fait partie du festival : Rock in Rio Lisboa.